# 阙爱芳
闕爱芳（1975年4月19日—2008年8月22日）。出生於馬來西亞吉打州莪崙，是馬來西亞國營電台第五台（現易名為「愛FM」）前著名主播。

## 簡介
闕愛芳於18歲高中畢業後，一人獨闖吉隆坡。憑藉著她那一副吃苦耐勞的性格，終於當上第五台的電台主播十餘年。後在2005年離職，一直從事兼職主持人職業。闕愛芳在2008年8月22日於馬六甲主持活動結束，回吉隆坡途中不幸遇到車禍逝世

。

## 現場主持

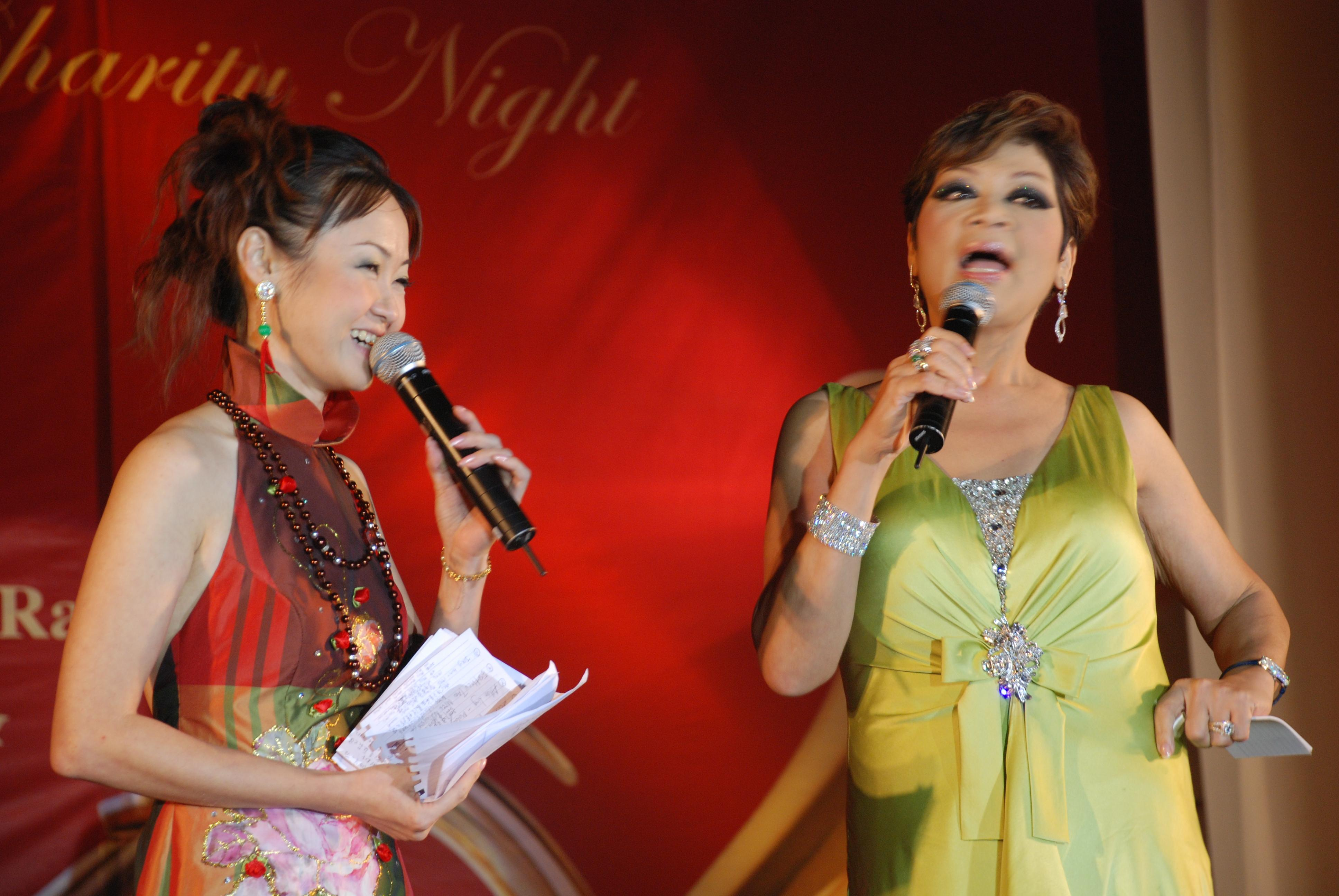
2008年3月8日主持心連心民眾慈善晚會，與港星瑪莉亞同台。

- 主持及策劃吉隆坡武吉免登區中秋節晚宴，2003-2005年。
- 主持全國華人農曆新年門戶開放日（20萬參與），2003年。
- 吉隆坡茨廠街國慶日倒數慶典，2000-2004年。
- 吉隆坡茨廠街華人農曆新年慶典，2000-2004年。
- 楊協成週年晚宴
- ICI 週年晚宴
- 馬來西亞汽車修理廠商公會週年晚宴
- 新加坡遠東週年晚宴
- 馬來西亞雪隆電器商公會週年晚宴
- 吉隆坡歌樂節，2001-2003年。
- 吉隆坡籃球之夜KLBA ，2004/2006年。
- 雪隆攝影公會週年晚宴
- 雪隆文具商公會週年晚宴，2004-2005年。
- 馬來西亞米糧批發商公會週年晚宴，2005-2006年。
- 金獅集團週年晚宴，2005年。
- 雪隆鋼鐵廠商公會週年晚宴，2003/2005/2007年。
- 雪隆潮州會館週年晚宴，2004-2006年。
- 雪隆電單車商工會週年晚宴，2004-2007年。
- 馬來西亞華人行業社團總會週年晚宴，2004-2007年。
- 飛利浦電器新春晚宴，2006年。
- ENOC 產品新形象推介晚宴，2006年。
- 吉隆坡王岳海大禮堂開幕晚宴，2006年。
- 中央機械有限公司，2006年。
- Sudut Swasta new factory opening ceremony，2006年。
- 余仁生週年晚宴，2006年。
- 陽光集團德士週年晚宴，2006年。
- Sito network convention，2006年。
- 懷念鄧麗君「月亮代表我的心」籌款晚宴，2006年。
- 瑪吉斯輪胎週年晚宴，2007年。
- Besta Lead System (M) Sdn Bhd annual dinner，2007/2008年。
- IPC network，2007年。
- 聯興集團Lein Hing Group 30th annual dinner，2007/2008年。
- 永聯印務有限公司新廠開幕典禮，2007年。
- 銀石輪胎感謝及頒獎晚宴，2007年。
- 丹斯裡陳志遠令堂劉秀明女士80大壽晚宴，2007年。
- 丹斯裡林梧桐90大壽宴會慶典，2007年。
- 青創會「第一屆亞洲青年創業家商務峰會-亞洲魅力之夜」
- 馬來西亞食品及玩具商公會週年宴會，2007/2008年。

## 外部連結
官方網站
- 愛芳紀事

其他
- 風采雜誌報導
- 号外周报
- 前主播闕愛芳逝世 感慨早逝．好友哀悼，中國報。
- 爸爸：我女又乖又棒 闕愛芳活在心中，中國報。